# Matzpen (Organisation)
Als HaʾIrgun haSozialisti beJisraʾel (hebräisch הָאִרְגּוּן הַסּוֹצְיָאלִיסְטִי בְּיִשְׂרָאֵל ‚Die Sozialistische Organisation in Israel‘) im Jahre 1962 gegründet, wurde die Organisation schnell unter dem Namen ihrer Zeitung Matzpen („Kompass“) bekannt.

## Geschichte

### Gründungsjahre
Der Auslöser für die Gründung war der Ausschluss von vier Mitgliedern der israelischen Kommunistischen Partei (Moshe Machover, Akiva Orr, Oded Pilavski und Jirmijahu Kaplan) wegen ihrer Kritik an der moskautreuen Linie und der undemokratische Diskussionskultur in der Partei. Ihre Organisation betonte die Kritik am Zionismus, an der Histadrut, die nicht die Arbeiter verteidige, und die unbedingte Solidarität mit dem palästinensischen Befreiungskampf.
Zur Zeit der Gründung der Organisation standen arabische Israelis in den Dörfern noch unter Ausnahmezustand, und daher waren von Beginn an die meisten Mitglieder jüdische bzw. hebräisch sprechende Israelis. Dies änderte sich aber auch nach Aufhebung des Ausnahmezustandes 1966 nicht; immer blieben Palästinenser in Matzpen eine Minderheit. Weitere wichtige Mitglieder waren Chaim Hanegbi, Jabra Nicola und Daoud Turki.
Im Jahr 1965 entschied sich die Organisation nach schwierigen Diskussionen, die Knesset-Liste von Uri Avnery, HaʿOlam haSeh, zu unterstützen. Von Anfang an gab sie eine monatliche Zeitschrift mit dem Titel Matzpen (hebräisch מַצְפֵּן ‚Kompass‘) heraus, die sich vor allem mit Gewerkschaftsfragen befasste. Seit 1972 kam die Zeitschrift in Hebräisch und in Arabisch heraus. Zu dieser Zeit hatte die Zeitschrift eine Auflage von 2.000 Exemplaren.
Am 8. Juni 1967, drei Tage nach Beginn des Sechstagekriegs, veröffentlichten die DFLP und Matzpen zusammen einen Aufruf zur Lösung des Nahostkonfliktes. Die Vision in diesem Aufruf war ein nicht-zionistischer, föderaler und sozialistischer Staat, der für den Fortschritt im Nahen Osten eintreten soll.
Die Organisation wurde nach diesem Krieg lauter und hörbarer, aber auch der Druck auf sie verstärkte sich. Matzpen war klar gegen den Staat Israel, im Gegensatz zur Kommunistischen Partei, die zwar für ihre Moskauhörigkeit verhasst war, aber den Staat Israel als solchen nicht angriff. Khalil Toama war Matzpenmitglied und Vorsitzender der palästinensischen Studenten an der Hebräischen Universität in Jerusalem. Der Schin Bet versuchte, ihn anzuheuern, was aber scheiterte, daraufhin wurde er am 8. Januar 1968 verhaftet. Matzpen lancierte eine internationale Kampagne zu seiner Befreiung, die Petition unterschrieb unter anderem Erich Fried. Nach seiner Befreiung lebte Toama im Rhein-Main-Gebiet, wohin er durch die Verbindungen mit dem SDS kam. Er starb am 28. November 2025.
Die Verbindung von Matzpen mit den israelischen „Schwarzen Panthern“ war ein wichtiger Katalysator zur Radikalisierung dieser sozialen Bewegung. Ein kleiner Teil der Organisation bildete die militärische Untergrundorganisation „Rote Front“, deren Mitglieder 1972 verhaftet wurden.

### Aufteilung
1970 und 1972 spaltete sich die Organisation in drei verschiedene Gruppen.

#### Die Revolutionäre Kommunistische Liga
Die Gruppe wurde auch „die Jerusalemer Zelle“ genannt, weil die meisten Mitglieder aus Jerusalem waren, darunter Michel Warschawski. Im Jahr 1978 verurteilte die Organisation, kurz RKL, das Camp-David-Abkommen als Verrat an den Palästinensern. 1984 gründete die RKL das Alternative Information Center. Ein besonderer Höhepunkt des RKL war die Aktivität gegen die Unterdrückung der Ersten Intifada. Die RKL war bis zu ihrer Selbstauflösung im Jahr 1995 Mitglied des Vereinigten Sekretariats der Vierten Internationale.

#### Maʾavaq
Diese maoistische Gruppe (mit vollem Namen Der revolutionäre kommunistische Bund, aber nach ihrer Zeitschrift מַאֲבָק ‚Ringen‘ Ntr.) trennte sich schon 1970 von Matzpen. Das wichtigste Mitglied dieser Organisation war Ilan Halevi, der später Vertreter der PLO in Paris wurde. Ein kleiner Teil der Organisation bildete die militärische Untergrundorganisation „Rote Front“, deren Mitglieder 1972 verhaftet wurden. 1976 hörte die Gruppe auf zu existieren.

#### Avantgarde
Auch „der Arbeiterbund“ genannt, stand diese Gruppe dem französischen Trotzkisten Pierre Lambert nahe. Die Lambertisten verurteilten die anderen Trotzkisten als verkappte Stalinisten. Die Gruppe beschuldigte die anderen beiden Matzpengruppen außerdem, dass sie den Klassenkampf aufgegeben hätten und stattdessen Studentenkämpfen und Che Guevara nachhingen.

### 21. Jahrhundert
Im 21. Jahrhundert sind die ehemaligen Mitglieder von Matzpen weiterhin aktiv, vor allem im Alternative Information Center und in zwei Organisationen: Balad und Tarabut-Hitchabrut.